# Sánský Průplav
Sánský Průplav är en kanal i Tjeckien. Den ligger i den centrala delen av landet, 50 km öster om huvudstaden Prag.